# Franco Tozzi
Franco Tozzi (Rodi Garganico, 26 marzo 1944 – Cuneo, 29 gennaio 2024) è stato un cantante italiano.

## Biografia
Nacque a Rodi Garganico, in provincia di Foggia, primogenito di tre figli, ultimo dei quali il cantautore Umberto. Lascerà ancora bambino la Puglia, per trasferirsi con la famiglia a Torino, città dove il padre troverà lavoro come guardia notturna e dove poi nel 1952 nascerà il fratello Umberto.
Negli anni '60, ancora giovanissimo, lasciò il posto di lavoro allo stabilimento della Lancia di Chivasso per inseguire il suo sogno musicale insieme a un gruppo di ragazzi, i Pard's.
Un primo importante riconoscimento giunse nel 1964 con la vittoria al Festival di Castrocaro con il brano Due case, due finestre. Grazie al maestro Pier Benito Greco, Tozzi ottenne un contratto con la Fonit, debuttando discograficamente con la canzone presentata a Castrocaro.
Nel 1965 partecipò di diritto al Festival di Sanremo in coppia con Johnny Tillotson con la canzone Non a caso il destino (ci ha fatto incontrare), la cui musica era composta dal celebre M° Carlo Alberto Rossi. In seguito darà una propria interpretazione del brano anche il cantante Luciano Tajoli.
Sempre nel 1965, partecipò ad Un disco per l'estate dove si classificò al 2º posto (dietro all'allora gettonatissima Orietta Berti) con quella che ancora oggi è la sua canzone più famosa, I tuoi occhi verdi. Il disco venderà circa 800 000 copie.
La chiamata al servizio militare costò a Franco un periodo di pausa forzato. Fu di nuovo protagonista ad Un disco per l'estate con Non vorrei volerti bene, e partecipò al Festival delle Rose con la canzone Perdonala in coppia con Little Tony, ottenendo nuovamente un buon successo.
Nel 1967, dopo il passaggio alla casa discografica Odeon, tornò nuovamente ad Un disco per l'estate, con la canzone L'ultimo giorno.
Nel 1968, firmò un contratto con la casa discografica Carisch con cui pubblicò il 45 giri Nasce il giorno.
Successivamente passò alla Kansas e formò il complesso Franco Tozzi Off Sound, in cui alla chitarra vi era il fratello Umberto.
Umberto lavorerà come chitarrista nei concerti live del fratello con il complesso Il Suo Primo Amore, più o meno continuamente sino al 1975.
Nel 1986 uscì, per la casa discografica Tanga Label, il 45 giri (e relativo disco mix) Make me crash  in cui Franco Tozzi (qui chiamato semplicemente Tozzi) si cimentò col genere italo-disco. Il brano era firmato dal paroliere Ermanno Capelli assieme allo stesso Franco e prodotto da Ermanno Capelli e Francesco Reitano.
La canzone Make me crash di Tozzi sarà ristampata in CD e vinile Maxi-Single nel 1999 dall'etichetta tedesca ZYX Music all'interno della collana Golden-Dance-Classics.
Nel 1989 Franco Tozzi fu invitato a partecipare alla trasmissione televisiva Una rotonda sul mare condotta da Red Ronnie, dove ottenne un ottimo successo reinterpretando la sua hit I tuoi occhi verdi. La canzone in uno scontro diretto batté addirittura il brano che dava il nome al programma, Una rotonda sul mare, interpretata da Fred Bongusto.
Nel 1995 Franco tornò sulle scene con l'album Ecco Perché inciso per la casa discografica Duck Record. La title track era una canzone scritta e composta appositamente per lui, per l'occasione, dal fratello Umberto Tozzi.
Nel 1996 la casa discografica DV More Records pubblicò la raccolta "Il meglio", contenente i successi di Franco Tozzi in versione riarrangiata e ricantata dall'artista.
Franco eseguì spesso in concerto anche canzoni del fratello Umberto ed alcune di queste (Tu, Stella stai, Notte rosa) saranno inserite nell'album dal vivo Franco Tozzi Live pubblicato nel 1997 dalla casa discografica DV More Record.
Nel gennaio 2016, per festeggiare i 50 anni di carriera, pubblicò l'EP Cinquanta con due nuove canzoni (di cui una, Le donne sole, scritta da Vito Pallavicini e Francis Lai), prodotte da Biagio Puma e arrangiate da Vanessa Lucca per la Capogiro Records.
Nell'aprile 2018 Franco Tozzi partecipò alla trasmissione televisiva MilleVoci, interpretando fra l'altro l'inedito Uomo stupido (testo di Ermanno Capelli, musica ed arrangiamento di Riccardo Laser) per Capogiro Music Publishing.
Nel giugno 2018 nacque il Team Tozzi formato da Franco Tozzi alla voce, l'autore di liriche Ermanno Capelli per la composizione dei testi, il tastierista e compositore di musiche Riccardo Lasero e Manuel Marzano alla chitarra e nel ruolo di co-compositore.
Nel luglio 2018 uscì su tutte le piattaforme digitali il nuovo singolo di Franco Tozzi, Anna Anna, con testo di Ermanno Capelli, musica di Riccardo Lasero e Manuel Marzano, produzione di Ermanno Capelli e Riccardo Lasero, arrangiamento di Riccardo Lasero.
Il 7 febbraio 2019 venne pubblicato il singolo della canzone I pazzi siete voi, proposta dal Team dell'artista per il 69º Festival di Sanremo 2019 ma non ammessa alla gara. Ciò nonostante, in data 12 febbraio 2019, raggiunse il 1º posto nella classifica dei brani Rock più venduti su Google Play ed il 34º posto della classifica generale dei singoli più venduti sul medesimo digital store.I pazzi siete voi fu realizzata da Ermanno Capelli (autore del testo, co-produttore), Riccardo Lasero (compositore della musica, arrangiatore, co-produttore) e Manuel Marzano (co-compositore).
Il 26 marzo 2024, in occasione di quello che sarebbe stato l'80º compleanno dell'artista, è stato pubblicato postumo sulle piattaforme di musica digitale l'album Anima. 
L'album contiene 5 brani inediti oltre a Anna Anna e I pazzi siete voi già usciti nei singoli omonimi e a due nuovi rifacimenti dei successi del cantante I tuoi occhi verdi e Perdonala. La canzone Anima è dedicata al fratello Umberto Tozzi ed è stata ispirata dallo stesso Franco. La canzone Voglio cantare con Rovazzi è una critica al music buisness italiano e nei versi vengono citati Fabio Rovazzi e Francesco De Gregori e si fa riferimento al Festival di Sanremo. 
I testi dei brani inediti sono dell'autore Ermanno Capelli (deceduto nel 2022), le musiche sono composte da Riccardo Lasero (anche arrangiatore del disco) e Manuel Marzano. La produzione artistica è stata curata da Capelli e Lasero.
Tozzi è morto a Cuneo il 29 gennaio 2024 all'età di 79 anni dopo una breve malattia.

## Vita privata
Il 26 agosto 1965, sposò la ballerina Carmen Novelli  (deceduta a Busca il 3 luglio 2023) nella parrocchia della Madonna delle Rose di Torino. Il bassista Mario Scotti gli fece da testimone.

## Discografia

### Singoli
- 1964 - Due case, due finestre/Amo la mia gioventù (Fonit SPF 31161)
- 1965 - Non a caso il destino ci ha fatto incontrare/Per questo amore (Fonit SPF 31163)
- 1965 - I tuoi occhi verdi/E allora vai (Fonit SPF 31169)
- 1965 - Nulla troppo bello per te/Ho saputo che/Mi pentirò (Fonit SPF 31178)
- 1966 - Io non posso crederti/Le notti d'argento (Fonit SPF 31181)
- 1966 - Non vorrei volerti bene/Uno come me (Fonit SPF 31189)
- 1966 - Perdonala/I poveri (Fonit SPF 31198)
- 1967 - L'ultimo giorno/Per la gloria (Odeon MSOQ 5371)
- 1967 - Lo stesso uomo/Scusa (Odeon MSOQ 5379)
- 1968 - Nasce il giorno/Uno zero immenso e assoluto (Carisch VCA 26199)
- 1970 - Qui/Poco fa (Kansas dm 1129; inciso come Franco Tozzi Off Sound)
- 1971 - Ricordi/Il mio amore per Jusy (Kansas dm 1148; inciso come Franco Tozzi Off Sound)
- 1973 - Fiume di metallo/Sassi senza tempo (Kansas dm 1160; inciso come Franco Tozzi Off Sound)
- 1986 - Make me crash/Make me crash (instrumental) (Tanga Label TL 017; inciso come Tozzi)
- 2018 - Anna Anna
- 2019 - I pazzi siete voi

### EP
- 1999 - Make me crash / Message on the air (ZYX Music GDC 2115-8; inciso come Tozzi; serie: Golden-Dance-Classics)
- 2016 - Cinquanta (Capogiro Records CD 77-15)

### Album
- 1995 - Ecco perché... (Duck Record)
- 1996 - Il meglio (DV More Record)
- 1997 - Franco Tozzi Live (DV More Record DV 6242)
- 2024 - Anima (Dream On Records)

### Compilation
- 1967: 14 canzoni di Sanremo 1967 (Fonit Cetra, LPP 84; esegue Cuore matto)